# Trou d'Sottai
Pour les articles homonymes, voir Trou.
Le Trou d'Sottai est un fromage belge tendre à base de lait pasteurisé, à croûte rougeâtre et au goût doux produit dans la région wallonne de Herve en Belgique,.

## Récompense
- 2015 : Palmarès des meilleurs fromages de Wallonie : a gagné l'or[4].

## Autre
Dans son émission culinaire et gastronomiques intitulé " Gourmandises " Louis Willems présente la recette du Croustillants d’escargots au Trou d’Sottai,.

## Source et lien externe
- https://www.terredefromages.be/gamme/trou-dsottai/